# Abdel Kalil
Abdel Kalil (* 12. Juni 1997) ist ein venezolanischer Leichtathlet, der sich auf den Sprint spezialisiert hat.

## Sportliche Laufbahn
Erste Erfahrungen bei internationalen Meisterschaften sammelte Abdel Kalil bei den IAAF World Relays 2019 in Yokohama, bei denen er mit der venezolanischen 4-mal-100-Meter-Staffel mit 39,76 s im Vorlauf ausschied. Kurz darauf schied er bei den Südamerikameisterschaften in Lima mit 10,75 s in der ersten Runde im 100-Meter-Lauf aus und siegte in 39,56 s gemeinsam mit Alberto Aguilar, Alexis Nieves und Rafael Vásquez in der 4-mal-100-Meter-Staffel. Anschließend startete er mit der Staffel bei den Panamerikanischen Spielen ebendort und belegte in 39,73 s den achten Platz. 2022 schied er bei den Ibero-Amerikanischen Meisterschaften in La Nucia mit 10,47 s im Vorlauf über 100 Meter aus und belegte in 21,70 s den siebten Platz im 200-Meter-Lauf. Zudem gelangte er im Staffelbewerb mit 40,11 s auf Rang vier. Anschließend gelangte er bei den Juegos Bolivarianos in Valledupar mit 10,42 s auf Rang fünf über 100 Meter, wurde in 21,40 s Achter über 200 Meter und sicherte sich in 39,75 s die Silbermedaille mit der Staffel hinter dem Team aus der Dominikanischen Republik. Im Oktober nahm er an den Südamerikaspielen in Asunción teil und belegte dort in 10,70 s den fünften Platz über 100 Meter und verpasste mit 21,50 s den Finaleinzug über 200 Meter. Zudem siegte er in 39,47 s gemeinsam mit David Vivas, Alexis Nieves und Rafael Vásquez in der 4-mal-100-Meter-Staffel.
2022 wurde Kalil venezolanischer Meister im 100-Meter-Lauf.

## Persönliche Bestzeiten
- 100 Meter: 10,33 s (+2,0 m/s), 28. Januar 2022 in Caracas
- 200 Meter: 21,10 s (+1,7 m/s), 29. Januar 2022 in Caracas